# جلیل مسلمی
جلیل مسلمی (زاده ۱۳۳۱) سروان خلبان جنگنده گرومن اف-۱۴ تامکت نیروی هوایی ارتش جمهوری اسلامی ایران است.

## پیشینه
مورخ نظامی فرانسوی پیر رازو ۵ پیروزی هوایی را به او نسبت داده‌است، رکوردی که او را به عنوان یک خلبان تک‌خال واجد شرایط می‌کند. مسلمی جزء دومین گروه خلبانان ایرانی بود که در ژوئن ۱۹۷۴ برای آموزش به آمریکا اعزام شدند. او در زمان اعزام به ایستگاه هوایی دریایی اقیانوسیه پایگاه هوایی نیروی دریایی اوشینا، درجه سروانی داشت.
تام کوپر و فرزاد بیشاپ پیروزی هوایی در ۲۳ ژانویه ۱۹۸۷ در برابر یک میگ-۲۳ با موشک ایم-۷ اسپارو را به مسلمی نسبت داده‌اند.